# 서울 중랑 축구단
서울 중랑 FC(Seoul Jungnang Football Club)는 대한민국 서울특별시에 있는 축구 선수단이다. 법무법인 코러스가 운영하는 남자 세미프로 축구단이며, 2012년에 창단되었다. 서울특별시 중랑구를 연고로 하여 K4리그에 참가하고 있는 축구단이다.

## 선수 명단

### 1군 선수단
2023년 4월 기준

참고: FIFA 자격 규정에 따라 소속된 국가대표팀 국기를 표시합니다. 선수는 복수의 FIFA 비회원국 국적을 가지고 있을 수 있습니다.
| 번호 | 포지션 | 국적 | 이름   |
| ---- | ------ | ---- | ------ |
| 1    | GK     |      | 염경민 |
| 2    | DF     |      | 김재형 |
| 3    | DF     |      | 양효종 |
| 4    | MF     |      | 이진성 |
| 5    | DF     |      | 이태극 |
| 6    | DF     |      | 신동호 |
| 7    | MF     |      | 최승현 |
| 8    | MF     |      | 김연오 |
| 10   | FW     |      | 강경훈 |
| 11   | FW     |      | 박준우 |
| 12   | GK     |      | 허강지 |
| 13   | DF     |      | 이지훈 |
| 14   | MF     |      | 이지훈 |
| 15   | DF     |      | 이예찬 |
| 16   | FW     |      | 유원태 |
| 17   | DF     |      | 이찬호 |
| 18   | MF     |      | 송태성 |

| 번호 | 포지션 | 국적 | 이름   |
| ---- | ------ | ---- | ------ |
| 19   | DF     |      | 김민성 |
| 20   | FW     |      | 전상천 |
| 21   | MF     |      | 민찬홍 |
| 23   | MF     |      | 이재헌 |
| 24   | MF     |      | 이재준 |
| 25   | MF     |      | 김태우 |
| 27   | DF     |      | 최성욱 |
| 30   | DF     |      | 임혜준 |
| 32   | DF     |      | 강동훈 |
| 33   | DF     |      | 안영석 |
| 34   | FW     |      | 정영진 |
| 35   | DF     |      | 전병훈 |
| 36   | FW     |      | 정희웅 |
| 37   | FW     |      | 윤영진 |
| 38   | MF     |      | 김형규 |
| 39   | DF     |      | 윤영석 |
| 40   | DF     |      | 조민선 |
| 41   | DF     |      | 김정민 |
| 42   | FW     |      | 정훈성 |
| 43   | FW     |      | 조현진 |
| 45   | FW     |      | 조형인 |
| 46   | DF     |      | 정현우 |
| 47   | MF     |      | 김현우 |
| 48   | DF     |      | 정용재 |
| 49   | DF     |      | 최승훈 |
| 50   | DF     |      | 김예찬 |
| 71   | FW     |      | 민기태 |
| 77   | DF     |      | 황순용 |
| -    | DF     |      | 박성현 |
| -    | DF     |      | 김윤오 |
| -    | DF     |      | 백준호 |
| -    | MF     |      | 심태웅 |
| -    | MF     |      | 안현신 |

## 기록과 통계

### 시즌 결과
| 시즌 | 리그                   | 팀수   | 순위   | 경기 | 승 | 무 | 패 | 득 | 실 | 승점 | FA컵 | 기타 | 감독   |
| ---- | ---------------------- | ------ | ------ | ---- | -- | -- | -- | -- | -- | ---- | ---- | ---- | ------ |
| 2012 | 챌린저스리그 (A조)     | 18 (9) | 16 (7) | 25   | 6  | 2  | 17 | 33 | 75 | 20   |      |      | 김상화 |
| 2013 | Daum 챌린저스 (B조)    | 18 (9) | 14 (7) | 25   | 6  | 4  | 15 | 38 | 68 | 22   |      |      | 류봉기 |
| 2014 | Daum K3 챌린저스 (A조) | 18 (9) | 4 (3)  | 25   | 14 | 6  | 5  | 53 | 38 | 48   |      |      | 김병환 |
| 2015 | K3리그 (B조)           | 18 (9) | 8 (4)  | 25   | 12 | 1  | 12 | 48 | 37 | 37.5 |      |      | 김병환 |
| 2016 | K3리그                 | 20     | 13     | 19   | 6  | 4  | 9  | 25 | 27 | 22   |      |      | 정현호 |
| 2017 | K3리그 BASIC           | 9      | 1      | 16   | 12 | 4  | 0  | 43 | 12 | 40   |      |      | 성한수 |

### 통계 및 기록
2017년 11월 28일 기준
팀 기록
- 총 승리 : 56승
- 총 패배 : 58패
- 총 무승부 : 21무
- 총 득점 : 240득점
- 총 실점 : 257실점
- 구단 첫 득점자 : 곽인용 (2012년 3월 10일 광주광산FC 전)
- 구단 첫 경고 : 곽인용 (2012년 3월 10일 광주광산FC 전)
- 구단 첫 퇴장 : 김성결 (2012년 5월 26일 광주시민축구단 전)
- 구단 첫 자책골 : 이동현 (2012년 5월 26일 광주시민축구단 전)
- 구단 첫 헤트트릭 : 김진호 (2013년 5월 4일 아산유나이티드 전)

리그 홈경기
- 첫 홈 경기 승리 : 중랑코러스무스탕 2 : 1 서울FC마르티스 (2012년 3월 24일)
- 가장 큰 승리 : 중랑코러스무스탕 8 : 2 서울FC마르티스 (2014년 5월 3일)
- 한 경기 최다 득점 : 중랑코러스무스탕 8 : 2 서울FC마르티스 (2014년 5월 3일)
- 첫 홈 경기 패배 : 중랑코러스무스탕 1 : 2 서울FC마르티스 (2012년 4월 7일)
- 가장 큰 패배 :
  - 중랑코러스무스탕 0 : 7 양주시민축구단 (2012년 5월 19일)
  - 중랑코러스무스탕 0 : 7 청주직지FC (2012년 6월 30일)
- 한 경기 최다 득점 무승부: 중랑코러스무스탕 4 : 4 광주광산FC (2012년 8월 25일)

리그 원정경기
- 첫 원정 경기 승리 : 광주광산FC 1 : 2 중랑코러스무스탕 (2012년 3월 10일 호남대운동장)
- 가장 큰 승리 : 중랑코러스무스탕 8 : 2 서울FC마르티스 (2014년 5월 3일 중랑구립잔디운동장)
- 가장 큰 패배 : 서울유나이티드 8 : 2 중랑코러스무스탕 (2012년 6월 23일 노원마들구장)

주요 승리
| 기록 | 일자            | 경기내용                  | 비고         |
| ---- | --------------- | ------------------------- | ------------ |
| 1승  | 2012년 3월 10일 | 광주광산FC 원정 1 : 2     | 창단 첫 승리 |
| 10승 | 2013년 5월 25일 | 청주직지FC 홈 3 : 1       |              |
| 20승 | 2014년 6월 28일 | 광주광산FC 원정 1 : 2     |              |
| 30승 | 2015년 5월 2일  | 서울유나이티드 홈 2 : 0   |              |
| 40승 | 2016년 5월 5일  | FC의정부 홈 1 : 0         |              |
| 50승 | 2017년 6월 17일 | 평택시민축구단 원정 1 : 4 |              |

주요 득점
| 기록    | 선수   | 일자            | 경기내용                 |
| ------- | ------ | --------------- | ------------------------ |
| 1호골   | 곽인용 | 2012년 3월 10일 | 광주광산FC 전 (원정)     |
| 10호골  | 정성   | 2012년 5월 26일 | 파주시민축구단 전 (원정) |
| 100호골 | 임장원 | 2014년 7월 12일 | 양주시민축구단 전 (원정) |
| 200호골 | 김재호 | 2017년 4월 8일  | FC의정부 전 (원정)       |

연속 기록
- 리그 최다 승 : 14승 (2014)
- 리그 최다 연승 : 11연승 (2017년 4월 8일 FC의정부전 ~ 9월 2일 시흥시민축구단전)
- 리그 최다 무패 : 16경기 (12승 4무 : 2017년 2월 26일 부산FC전 ~ 10월 15일 평창FC전)
- 리그 최다 연패 : 5연패 (2012년 4월 21일 남양주시민축구단전 ~ 5월 26일 파주시민축구단전)

골 득실
- 한 시즌 최다 득점
  - 53골 (25경기) (2014)
- 한 시즌 최소 실점
  - 12골 (16경기) (2017)

승점
- 한 시즌 최다 승점
  - 48승점 (25경기) (2014)
- 한 시즌 최소 승점
  - 20승점 (25경기) (2012)

## 경기장
서울중랑축구단의 홈구장으로 사용하고 있는 중랑구립잔디운동장은 망우본동 73-2번지에 위치하고 있으며 13,304m2 (4,020평)부지의 아름다운 자연 경관안에 주민의 건강과 생활 체육 확대를 위하여, 2002년 5월에 개장하였으며 상암월드컵경기장 규격의 인조 잔디와 400여명을 수용할 수 있는 관람석, 탈의실, 화장실, 샤워실 등을 갖춰 구민생활체육 활성화에 기여하고 있다.

## 엠블럼과 마스코트

### 엠블럼
- 방패: 36년 역사를 가진 무스탕축구클럽의 흔들림 없는 굳건함을 상징한다.
- 나뭇잎의 상징: 중랑구의 구목인 느티나무 새순으로 도약하는 중랑구와 성장하는 중랑구를 함축적으로 나타났었으며, 축구 제도권으로 들어온 중랑구와 코러스무스탕의 동반성장을 의미한다.
- 방패의 노란색 바탕: 무스탕축구클럽의 고유한 색이며, 열정과 노력을 상징한다.
- 방패의 파란색 바탕: 축구에 대한 이상과 꿈의 실천을 상징한다.
- 빨간색 리본: 법무법인 코러스, 후원사, 후원인 등의 열정을 나타낸다. 지속 가능한 지원으로 중랑구와 중랑코러스무스탕축구단을 위한 가교역할을 하겠다는 약속을 상징화하였다.

## 참고 문헌
- “스포츠지원포털 등록 현황”. 대한체육회.
- “KFA 통합경기정보 시스템”. 대한축구협회.